# Поезія Стародавнього Риму
Поезія Стародавнього Риму — художньо-образна словесна творчість, в якій мова використовується з естетичною чи знаково-символічною метою. У поетичному тексті головна роль зазвичай відводиться формі висловлювання. Поезія є мовним мистецтвом, яке передбачає максимальне використання мовних засобів, а також творення нових поетичних образів шляхом метафоризації чи метонімізації тексту. Термін «поезія» вживається у багатьох значеннях. Поезія зазвичай протиставляється прозі.
У Стародавньому Римі першою поезією були сатури та фесценіни, що потім впродовж століть еволюціонували в інші жанри, особливо під грецьким впливом. Протопоезією були звичайні усні народні пісні, які пізніше були записані та стали попередниками сатур та фесценін.
Римська проза багата видатними представниками. Всім нам відома «Енеїда» Вергілія, що стала натхненням Івана Котляревського для написання своєї бурлескно-травестійної поеми «Енеїди». Також варто згадати таких поетів як Лівій Андронік, Енній, Луцилій, Катулл, Вергілій, Горацій, Овідій, про яких і піде далі мова.

## Вплив усної народної творчості. Рання поезія
До нас майже не дійшли зразки усної народної творчості, що існувала в римлян у давній період і довго була притаманна нижчим прошаркам населення. У вищих класів вона настільки була пригнічена грецьким впливом, що нахлинув з ІІІ ст., що майже не відобразилась у римській літературі. Римські письменники та вчені, римські антиквари не цікавилися фольклором, не збирали та не записували народних пісень, висловів, розповідей. Про них ми можемо говорити лише за окремими згадками в літературі.
Відомо, що у римлян були застільні пісні. На бенкетах під мелодію музичних інструментів, зокрема флейти, оспівували діяльність видатних особистостей. Схожого типу були погребальні пісні, в яких професійні плакальниці на поминках оплакували покійного і оспівували його заслуги за життя.
До іншого жанру належали фесценіни або сатури. Це була початкова форма національно-римської сатири і разом з тим драми. Для цього жанру були характерні хорові пісні, що супроводжувалися танцями, які співали під час збору урожаю. Назва фесценіни пов'язана з назвою етруського міста Фесценії. У Тіта Лівія є розповідь про те, як в 364 році римляни страждали від епідемії і, бажаючи задобрити богів, запросили етруських акторів. Ті ж розіграли виставу з танцями під флейту. Римська молодь до цього пізніше додала жартівливі вірші. Так виник жанр сатири.
І в цей, і в наступний [364] рік, коли консулами стали Гай Сульпіцій Петік і Гай Ліціній Столон, мор не припинявся. Нічого пам'ятного за цей час не сталося, якщо не рахувати лектистернію, влаштованої для умиротворення богів втретє з часу заснування Міста. Але оскільки ні людське розуміння, ні божественне допомога не пом'якшували нещадного моря, то забобони переважали в душах і тоді-то, як кажуть, у пошуках способів умилостивити гнів небес були засновані сценічні ігри - справа для військового народу небувала, бо доти єдиний видовищем були біги у цирку.

Втім, як завжди буває спочатку, підприємство це було скромне, та ще й іноземного походження. Ігроці, запрошені з Етрурії, без жодних пісень і без дій, що відтворюють їх зміст, танцювали під звуки флейти і на етруський лад виробляли досить гарні коліна. Незабаром молоді люди стали наслідувати їх, перекидаючись при цьому жартами у вигляді нескладних віршів і погоджуючи свої рухи тіла зі співом. Так перейняли цей звичай, а від частого повторення він прищепився. Місцевим своїм умільцям дали ім'я „гістріонів“, бо по-етруски гравець звався „істер“; тепер вони вже не перекидалися, як раніше, незграбними і грубими віршами, на кшталт фесценнінських,— тепер вони ставили „сатури“ з правильними розмірами та співом, розрахованим на флейту та відповідні рухи тіла.
Декілька років по тому Лівій першим наважився кинути сатури і пов'язати все уявлення єдиною дією, і кажуть, ніби він, як у ті часи, виконуючи сам свої пісні, охрип, коли викликів було більше звичайного, і випросив дозволу поряд з флейтником поставити за себе співаком молодого раба, а сам розіграв свою пісню, рухаючись багато живіше і виразніше, ніж колись, бо вже не треба було думати про голос. З тих пір і пішло у гістріонів «спів під руку», власним голосом вели тепер тільки діалоги. Коли завдяки цьому правилу уявлення відійшли від потіх і непристойностей, а гра помалу звернулася в ремесло, то молоді люди, надавши гістріона грати подібні уявлення, стали, як за старих часів, знову перекидатися жартами у віршах; такі, як їх називали пізніше, „ексодії“ виконувались головним чином разом з ателланами — а ці запозичені у осків ігри молодь залишила за собою і не дала гістріонам їх осквернити. Ось чому і на майбутнє залишилося: не виключати виконавців ателлан з їхніх триб і допускати їх до військової служби як непричетних до ремесла гравців.

Про це початкове походження ігор я вважав своїм обов'язком згадати, говорячи про справи, що виросли з нікчемного насіння, щоб ясно стало видно, від скільки здорових почав нині дійшло до шаленої пристрасті, на яку ледве вистачає коштів і в могутніх державах.— 
До жанру фесценін також можна віднести весільні та солдатські пісні. В солдатських піснях воїни прославляли подвиги свого полководця та водночас жартували з нього під час тріумфів.

## Поезія в епоху великих завоювань. Грецький вплив
Грецька культура мала великий вплив на Рим, особливо після війни з Пірром та епохи Пунічних війн. З ІІІ ст. розпочинається сильний процес еллінізації римського побуту та культури. Під натиском елліністичного впливу відбувається швидке виділення літературних жанрів із змішаної маси літератури. При цьому багато жанрів італійської літератури були замінені іноземними зразками.
Одним із перших римських поетів вважається Люцій Лівій Андронік (приблизно 284—204 рр.). Це був грек із Тарента, що потрапив у полон до римлян і став рабом. Його господар, Марк Лівій, відпустив його на волю, дав йому своє родове ім'я. Головним заняттям Андроніка було навчати дітей господаря та інших багатих людей грецької та латинської мов. Крім того, він був письменником та актором. У своїй педагогічній діяльності він натрапив на проблему з тим, що в Римі не було книг, за якими було б можливо викладати латинську мову, окрім застарілого тексту «Законів ХІІ таблиць». Тому Андронік переклав «Одіссею». Хоч цей переклад і не був досконалим, проте навіть в епоху Августа він залишався головним шкільним підручником.
Також у жанрі поезії працював і Квінт Енній. Багато уваги він приділяв сатурам. Давній тип народних сатур не отримав літературного розвитку, бо був витіснений грецькою драмою. Проте ця назва використовувалася до нового жанру. Тепер сатурами називали вірші різного характеру. Власне satura — це «миска, що наповнена різними плодами», а в переносному значенні «суміш».  До них відносили казки, байки, епіграми, пародії, легенди, філософські вірші тощо. Серед сатур Еннія є «Спір між життям та смертю», епіграми в честь Сципіона, філософські поеми «Епіхарм» та «Евгемер».
У філософських віршах Еннія зароджується римська філософія. Він описував матеріалістичне вчення про природу, що приписане сицилійцю Епіхарму (початок V ст.), а також епікурейський погляд, що боги не втручаються в людське життя. В «Евгемері» Енній описує раціоналістичну систему грецького письменника Евгемера (близько 300 року), відповідно до якого боги — ніщо інше, як видатні особистості, які були зрівняні з богами.

## Сатира Луцилія та Варрона. Лірика Катулла
У подальшому сатура набуває такого виду сатири, насмішки, викриття, який вона зберегла впродовж століть. Першим представником такого жанру був заможний римський вершник, друг Сципіона Молодшого Гай Луцилій (приблизно 180 — 100). Він жив в епоху післягракхської реакції і був очевидцем занепаду Риму. Саме цей час давав теми для написання сатир. Луцилій написав 30 книг сатир, із яких до нас дійшло орієнтовно 800 фрагментів. Вони частково написані гекзаметром, частково ямбохореїчним розміром. Саме сатиричний елемент у Луцилія був не дуже виражений, але він ніс різкий викривальний характер. Він широко використовував народну мову, що й стало однією з причин його широкої популярності. В сатиричному жанрі успішним був і Варрон. Він написав велику збірку «Меніппових сатур» в 150 книгах, з яких дійшли лише фрагменти. Меніпп — це сицилійський грек, що жив у ІІІ ст., у якого деякі з римських сатириків, зокрема, Варрон, позичали зовнішню форму сатири — поєднання прози із віршами різних розмірів.
Лірика — це інтимний поетичний жанр, що описує складне і напружене внутрішнє життя. Розвиток соціальних протиріч ІІ-І ст. створив основу для появи лірики. Велике значення мало знайомство римлян з грецькою ліричною поезією, особливо александрійською літературою.
В І ст. до Н. Х. у Римі група молодих поетів створили літературний гурток. Серед них були Валерій Катон, Ліциній Кальв, Гай Валерій Катулл та інші. Вони почали реформу латинської поетичної мови, відмовившись від архаїзмів Еннія, і ввели у використання різноманітні грецькі ліричні розміри. Найвідомішим з них був Гай Валерій Катулл (приблизно 87 — 54).
Катулл — поет надзвичайно різносторонній. Він писав і в манері александрійського стилю, написав декілька віршів, що пронизані елліністичним впливом. Але сила Катулла проявляється в його інтимній та безпосередній ліриці. У нього також є політичні вірші, деякі з них гнівно направлені проти Цезаря та його оточення, що безжалісно грабували Галлію.
Головне місце у творчості Катулла займало пристрасне й болісне кохання до Клодії, сестри відомого політичного діяча Публія Клодія. Із надзвичайною силою поет відобразив всі етапи та тонкощі своїх почуттів, починаючи з першої симпатії і закінчуючи трагічним розривом. Знаменитим є його двовірш «Odi et amo»:
Я і люблю, і ненавиджу. „Як це?“ — спитаєш. — Не знаю.

Чую, що так воно є. Чую — і мучуся тим.
Оригінальний текст (лат.)
Odi et amo. quare id faciam, fortasse requiris?
nescio, sed fieri sentio et excrucior.
— 

## Вергілій. Горацій
Серед поетів епохи Августа найбільш видатним безсумнівно був Публій Вергілій Марон. Першу популярність поету принесла збірка «Буколіки» з пастушачими піснями, які називались еклогами. У деяких з них, під виглядом пастухів, зображені сучасники Вергілія і є натяки на політичні події епохи. Еклоги є одними з перших видатних творів «золотого століття» римської літератури.
Наступним великим твором Вергілія, що був написаний за бажанням Мецената, був «Георгіки». З політичної точки зору, це пропаганда розвитку сільського господарства в Італії, розореної громадянськими війнами. Поема складається з 4 книг. Перша присвячена землеробству, друга — садівництву, третя — скотарству, четверта — бджільництву. Над «Георгіками» поет працював 7 років і використав широку наукову та художню літературу з сільського господарства. Кажуть, що Октавіан був у такому захваті від поеми, що, повертаючись із Акція, слухав її читання впродовж 4 днів.
Найвідомішим твором Вергілія, що приніс йому світову славу, була «Енеїда», епічна поема в 12 піснях. Хоч поет і працював над нею 10 років, він не встиг завершити її і заповів знищити після його смерті. Але Август наказав видати поему у тому вигляді, в якому вона залишилася.
«Енеїда» наслідує гомерівські поеми в сюжеті, композиції, в окремих епізодах та мові. Проте вона залишається однією з видатних творів світової літератури. «Енеїда» була першою великою римською поемою, написаною майстром слова в епоху розквіту римської літератури. Її ціль не тільки художня, але й політична. Вергілій поставив перед собою завдання зобразити долю римського народу, прославити його давню доблесть та рід Августа. Для цього він поклав у основу своєї поеми стару легенду про втечу Енея в Італію.
На зміну пристрасної, сповненої протиріч поезії Катулла прийшло спокійне мистецтво Горація, яке вміє цінувати життя і насолоджуватися моментною радістю.
Найбільшої зрілості творчість Горація набуває в його одах. Так називались вірші на різноманітні теми. Сам Квінт Горацій Флакк називає їх просто віршами. Таких віршів у нього 103, об'єднаних у 4 книги. В одах найяскравіше проявляється досконалість поетичної форми Горація, його м'який гуманізм та епікурейське ставлення до життя.
О том, что ждет нас, брось размышления,

Прими как прибыль день, нам дарованный
Судьбой, и не чуждайся, друг мой,

Ни хороводов, ни ласк любовных— 
Із інших творів Горація особливе значення мають «Послання». Цими листами у віршах Горацій створив новий поетичний жанр. Третє послання ІІ книги, адресоване братам Пізонам, отримало назву «Про мистецтво поезії». Це теоретичний трактат у віршах про поетичне мистецтво, головним чином драматичне. У ньому Горацій дає зведення грецьких естетичних теорій, що в основному спираються на Арістотеля. Послання Пізонам довго слугувало як канон драматичного мистецтва.